# Леренштайнсфельд
Леренштайнсфельд (нем. Lehrensteinsfeld) — община в Германии, в земле Баден-Вюртемберг. 
Подчиняется административному округу Штутгарт. Входит в состав района Хайльбронн. Подчиняется управлению „Раум Вайнсберг“.  Население составляет 2164 человека (на 31 декабря 2010 года). Занимает площадь 6,22 км².

## Фотографии

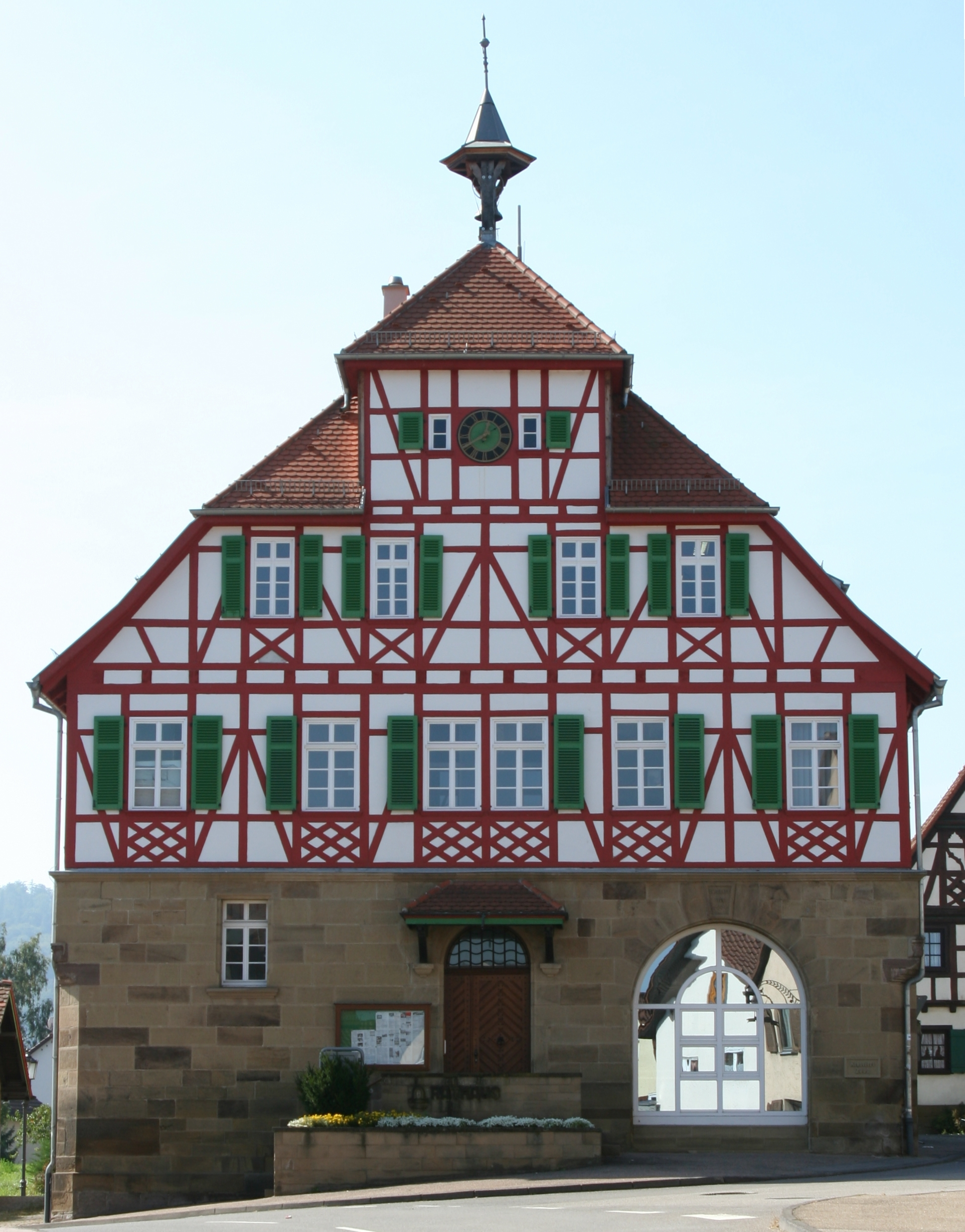
Ратуша
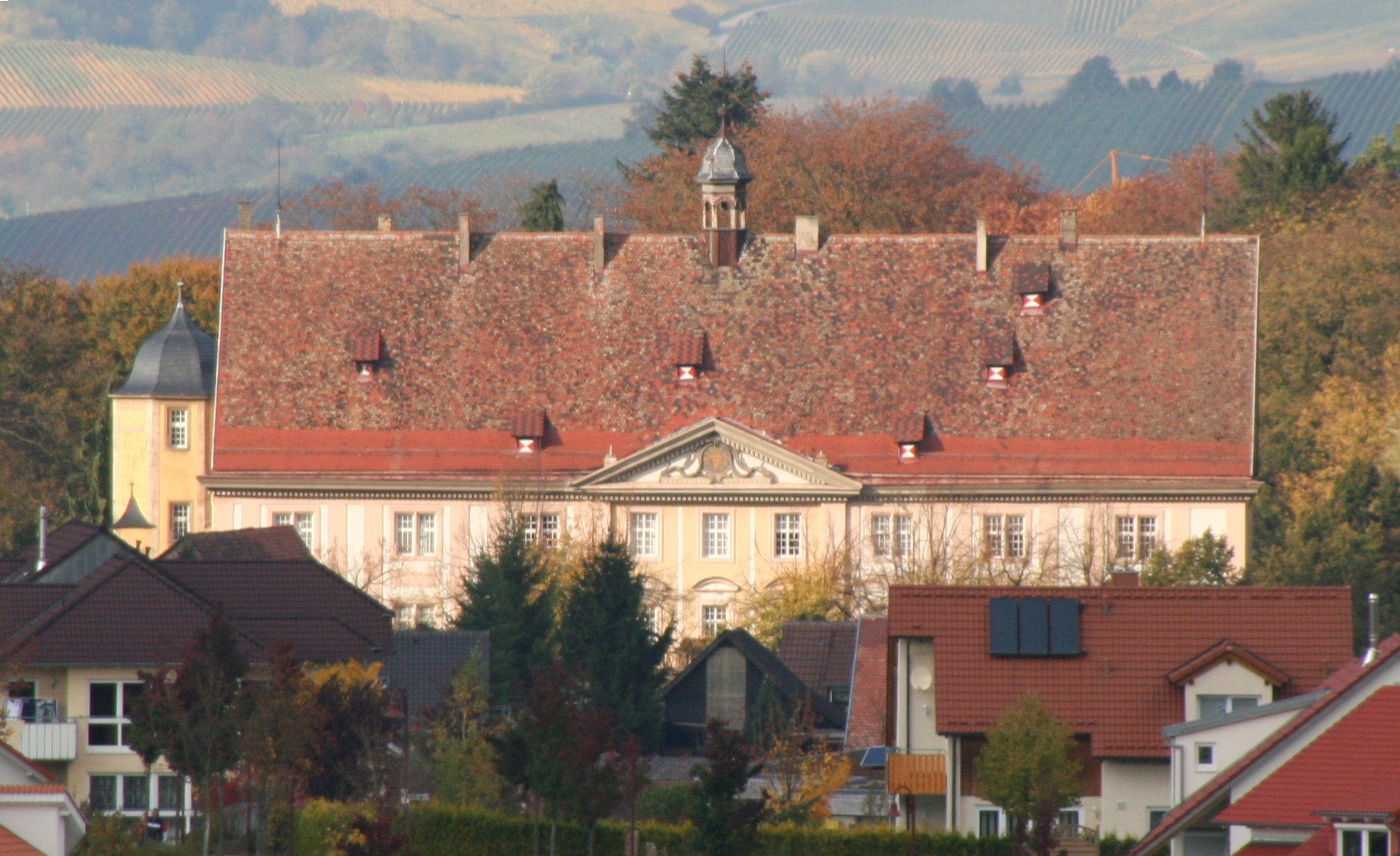
Замок
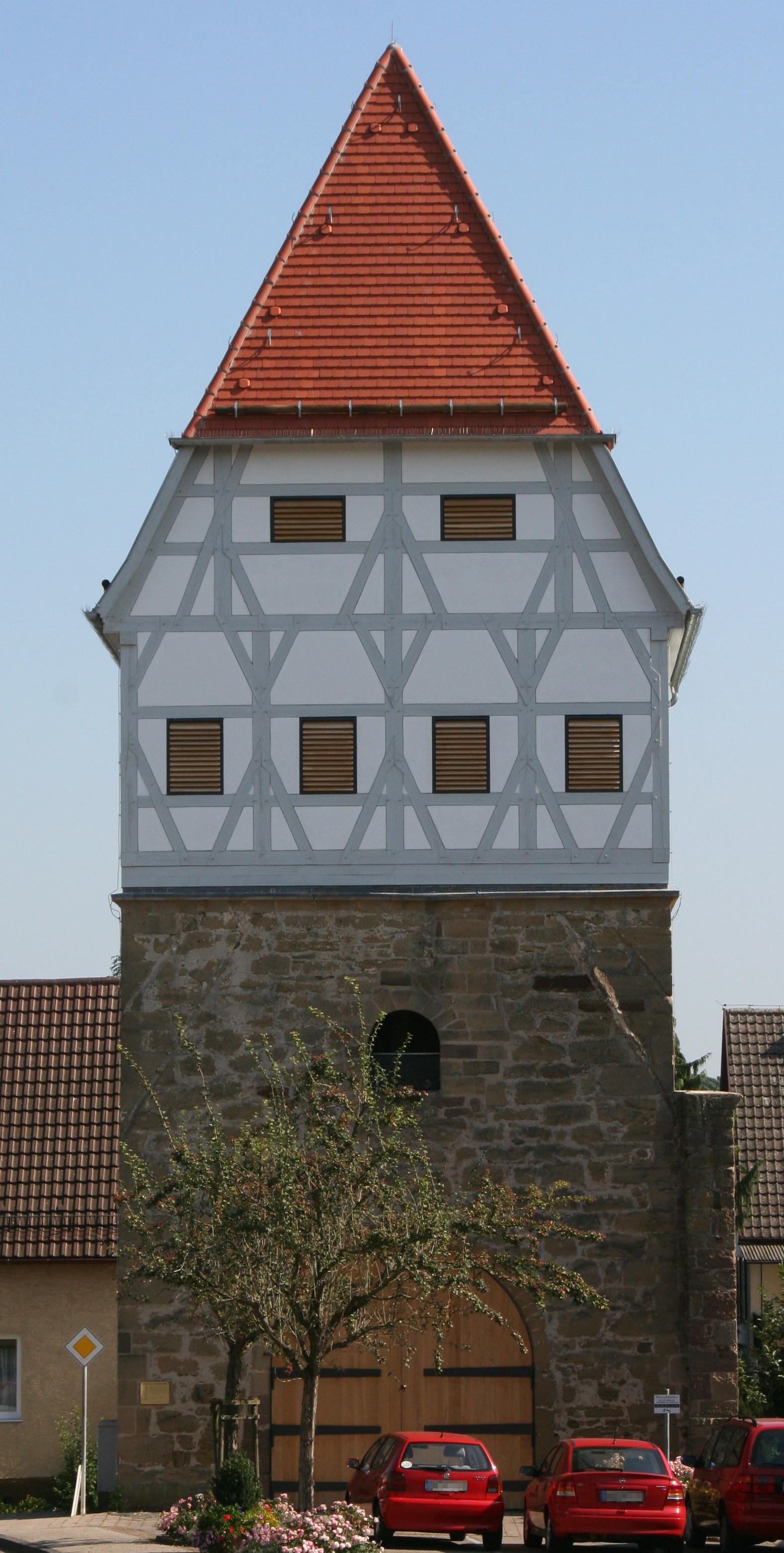